# Xà cừ (vật liệu)

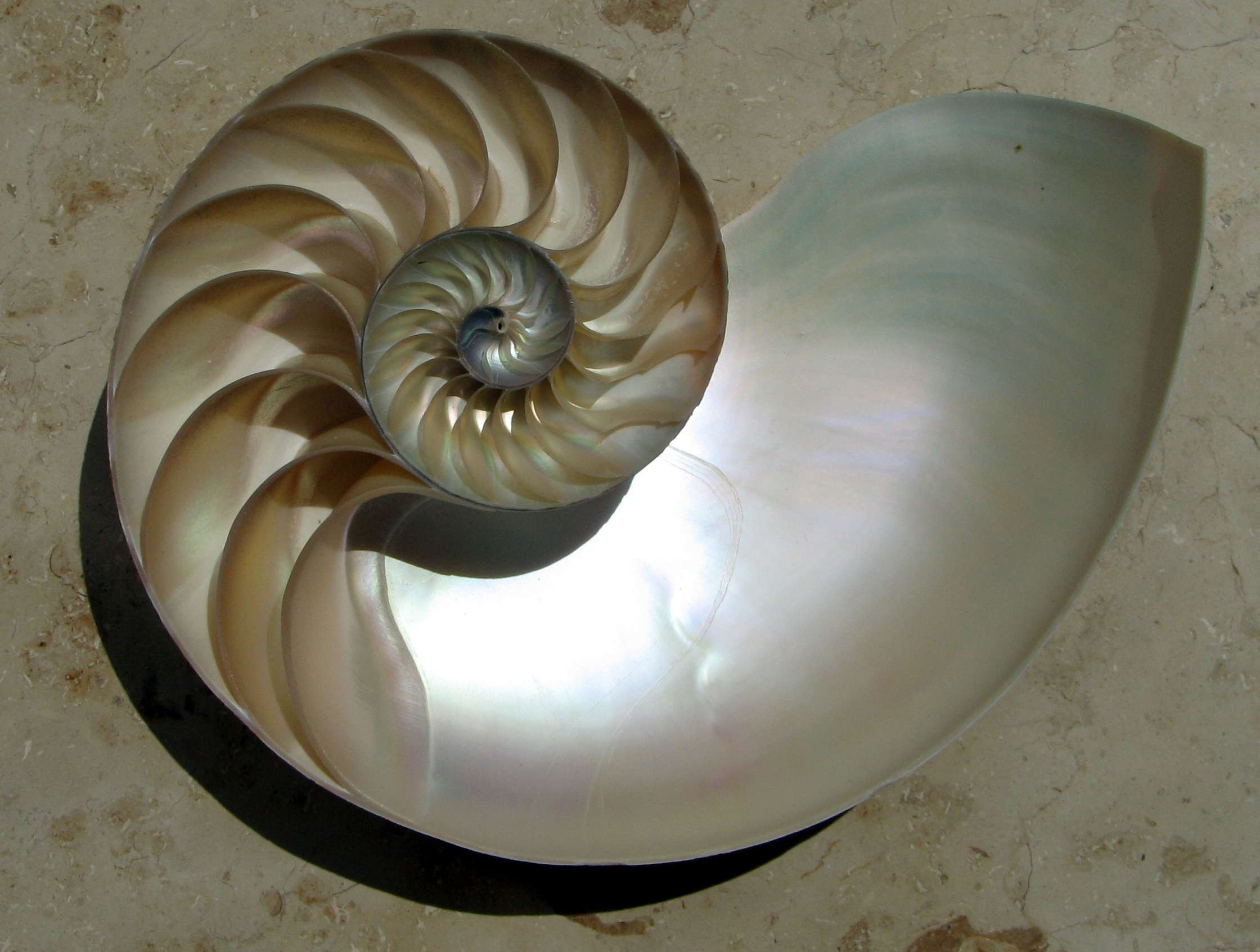
Lớp xà cừ óng ánh của ốc anh vũ (chi Nautilus).

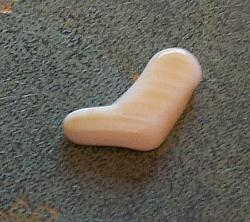
Một miếng xà cừ

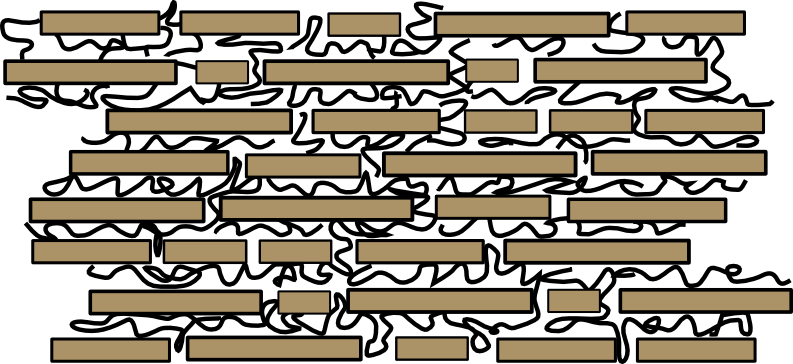
Biểu đồ cấu trúc hiển vi của xà cừ, chỉ ra cách sắp xếp của các miếng aragonit nhỏ với các lớp protein.

Xà cừ là một hỗn hợp hữu cơ-vô cơ có nguồn gốc tự nhiên. Nó được tạo thành từ các miếng nhỏ hình lục giác chứa các tinh thể aragonit (calci cacbonat (CaCO3) có kích thước rộng 10-20 µm và dày khoảng 0,5 µm, được sắp xếp thành các phiến mỏng song song liên tục. Các lớp aragonit này được chia tách bởi các tấm chứa chất hữu cơ bao gồm các loại polymer sinh học mềm dẻo (chẳng hạn chitin, lustrin và các protein giống như lụa). Hỗn hợp của các miếng aragonit dòn và các lớp mỏng polymer sinh học mềm dẻo làm cho vật liệu cứng và đàn hồi. Độ cứng và đàn hồi còn do sự sắp xếp kiểu "gạch xây tường" của các miếng aragonit, nó ngăn chặn sự lan truyền vết nứt theo chiều ngang. Kết cấu này ở kích thước đủ lớn làm tăng độ dai của nó đủ lớn, làm cho nó gần như tương đương với độ dai của silic.
Bề ngoài óng ánh của xà cừ là do độ dày của các miếng aragonit chỉ khoảng 0,5 micromét, có thể so sánh được với bước sóng của ánh sáng. Nó tạo ra sự giao thoa với các bước sóng khác nhau của ánh sánh, kết quả là các màu sắc khác nhau của ánh sáng được phản xạ ở các góc nhìn khác nhau.
Xà cừ do các tế bào biểu mô thuộc phần áo của một số loài động vật thân mềm tiết ra. Trong các loài động vật thân mềm này thì xà cừ được tích tụ liên tục ở mặt trong của mai hay vỏ của chúng, như là một phương thức để làm trơn vỏ cũng như là cách thức để chống lại các sinh vật ký sinh và các mảnh cát sỏi vụn gây nguy hiểm cho cơ thể.
Lớp xà cừ óng ánh bên trong này được nhiều nền văn hóa đánh giá cao và thường được sử dụng trong chế tác đồ trang sức hay lớp khảm trên bề mặt các đồ gỗ.
Khi động vật thân mềm bị động vật ký sinh xâm lấn hay bị kích thích bởi các vật thể lạ mà nó không thể tống ra ngoài thì một quá trình gọi là bao nang để chôn vùi các vật thể đó trong các lớp xà cừ đồng tâm kế tiếp nhau. Quá trình này cuối cùng tạo ra cái mà người ta gọi là ngọc trai và nó tiếp diễn cho đến khi nào mà động vật thân mềm còn sống.
Các nguồn chính để sản xuất ngọc trai là hàu ngọc, tìm thấy ở các vùng biển ấm và nhiệt đới, chủ yếu tại châu Á; trai ngọc nước ngọt, sống ở nhiều con sông thuộc châu Á, châu Âu và Hoa Kỳ; cũng như bào ngư ở California, Nhật Bản và các khu vực khác của Thái Bình Dương.